# Esclassan-Labastide
Esclassan-Labastide è un comune francese di 362 abitanti situato nel dipartimento del Gers nella regione dell'Occitania.

## Società

### Evoluzione demografica
Abitanti censiti